# 2,3-dichlor-5,6-dikyano-1,4-benzochinon
2,3-dichlor-5,6-dikyano-1,4-benzochinon je organická sloučenina se vzorcem C6Cl2(CN)2O2. Používá se jako oxidační činidlo při dehydrogenacích alkoholů, fenolů a ketonů.
Ve vodě se rozkládá, ve vodných roztocích anorganických kyselin je však stálý.

## Příprava
2,3-dichlor-5,6-dikyano-1,4-benzochinon se připravuje postupem zahrnujícím kyanací chloranilu. Jeho šestikrokovou přípravu popsali J. Thiele a F. Günther v roce 1906. Sloučenina nebyla významným předmětem zájmu, dokud nebylo objeveno její možné využití k dehydrogenacím. Roku 1965 byla oznámena jednokroková příprava z 2,3-dikyanohydrochinonu.

## Reakce
Tato látka odštěpuje dvojice atomů vodíku z organických molekul; jako příklad může být uvedena přeměna tetralinu na naftalen:
2 C6Cl2(CN)2O2 + C10H12 → 2 C6Cl2(CN)2(OH)2 + C10H8
Vzniklý hydrochinon se špatně rozpouští v rozpouštědlech, která se při reakci obvykle používají (dioxanu, benzenu či alkanech).
Její roztoky v benzenu jsou v důsledku tvorby elektron-donor-akceptorových komplexů červené.

## Bezpečnost
2,3-dichlor-5,6-dikyano-1,4-benzochinon reaguje s vodou za vývinu vysoce toxického kyanovodíku (HCN). Jeho stabilitu lze zlepšit snížením teploty a mírným okyselením.